# Iconème
En sémiologie, un iconème est l'unité de signification d'une image, tout élément d'une image reconnaissable comme entité distincte.
Le concept d'iconème amène à découper l'image en plusieurs unités de signification, ce qui permet d'en préciser le signifié.
L'iconème est lui-même constitué de graphèmes: c'est une graphie qui varie par la taille, la valeur, le grain, la couleur, l'orientation, la forme.